# ジャン・ドワイアン
アベル・ジャン・ドワイアン（Abel Jean Doyen, 1907年3月8日 - 1982年4月21日）は、フランスのピアノ奏者。

## 経歴
パリの生まれ。9歳でパリ音楽院に入学し、エミール・シュヴァルツにソルフェージュ、ソフィー・シェネにピアノを学ぶ。1919年にルイ・ディエメのクラスに登録するも、同年12月にディエメが死去したため、1920年より彼のクラスを引き継いだマルグリット・ロンに師事。1922年に一等賞を得て卒業した。1925年からコンセール・コロンヌでソリストとして活動を始めたが、その後もジョルジュ・コサードに対位法を学び、ポール・ヴィダルやアンリ・ビュッセルに作曲法を学ぶなどの研鑽を続け、1937年にはパリ音楽院からフォーレ賞を贈られた。1941年から師のロンの後任としてパリ音楽院の教授に就任し、1977年まで在任した。
ヴェルサイユにて没。

## 註
1. ↑  musimem.com
2. ↑  妹ジネット及び娘ジュヌヴィエーヴもピアノ奏者である。
3. ↑  著者吉澤ヴィルヘルム、発行者矢野恵二『ピアニストガイド』株式会社青弓社、印刷所・製本所厚徳所、2006年2月10日、208ページ、ISBN 4-7872-7208-X